# Graptopetalum fruticosum
Graptopetalum fruticosum är en fetbladsväxtart som beskrevs av Reid Venable Moran. Graptopetalum fruticosum ingår i släktet Graptopetalum och familjen fetbladsväxter. Inga underarter finns listade i Catalogue of Life.